# Rắn ăn trứng núi
Dasypeltis atra là một loài rắn trong họ Rắn nước. Loài này được Sternfeld mô tả khoa học đầu tiên năm 1912.
D. atra được tìm thấy ở Burundi, Cộng hòa Dân chủ Congo, Ethiopia, Kenya, Rwanda, Nam Sudan, Tanzania và Uganda.

## Hình ảnh

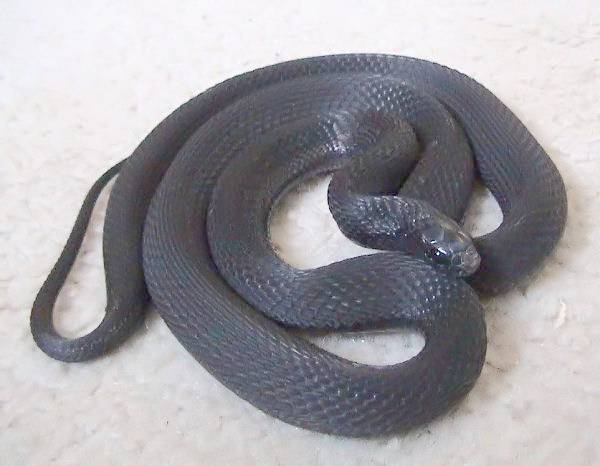
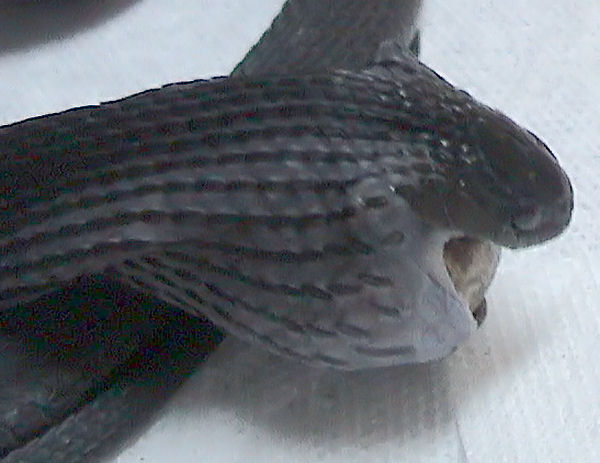
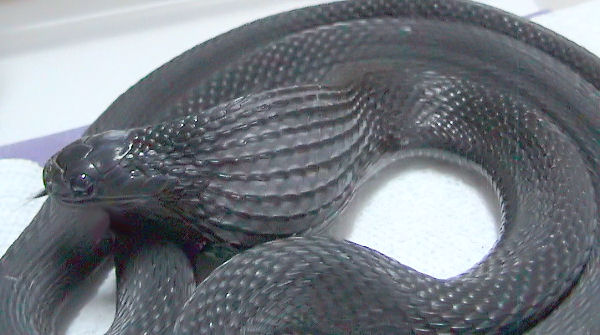
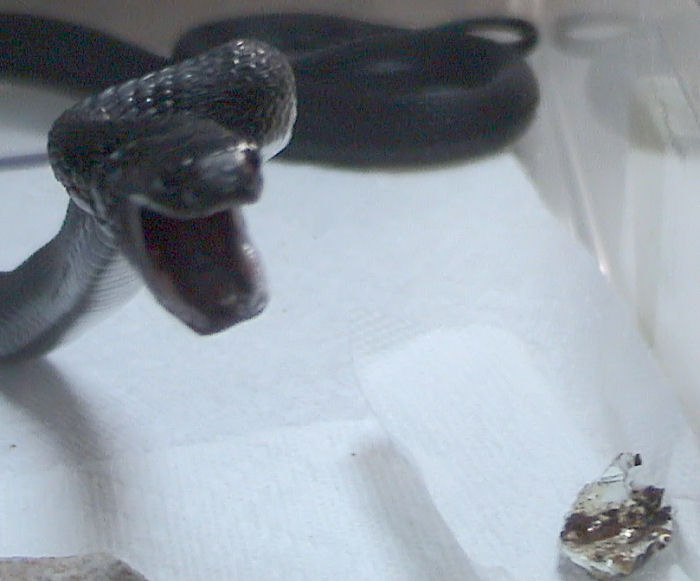